# بني رافع
قرية بني رافع هي إحدى القرى التابعة لمركز منفلوط في محافظة أسيوط في جمهورية مصر العربية. حسب إحصاءات سنة 2006، بلغ إجمالي السكان في بني رافع 42594 نسمة، منهم 22034 رجل و20560 امرأة.